# Loigny-la-Bataille
Loigny-la-Bataille est une commune française située dans le département d'Eure-et-Loir en région Centre-Val de Loire. Elle fait partie d'une zone écologique protégée du réseau Natura 2000. C'est une zone importante pour la conservation des oiseaux de la vallée de la Conie et Beauce centrale.

## Géographie

### Situation
| Territoire de la commune de Loigny-la-Bataille |

Situation géographique
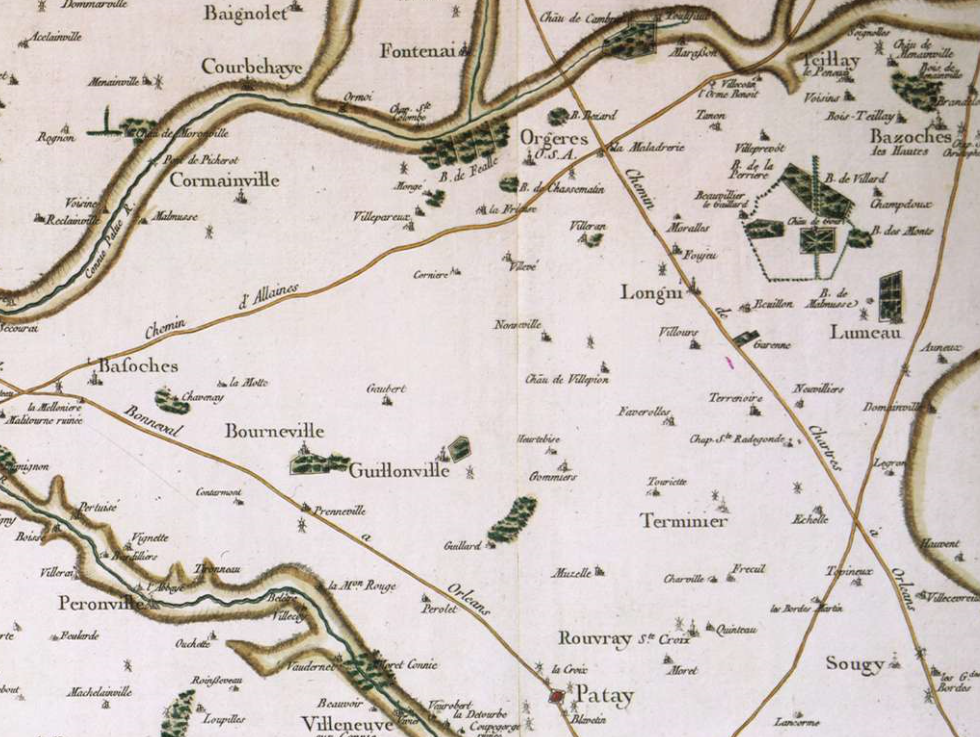
Extrait de la carte de Cassini, 1757.
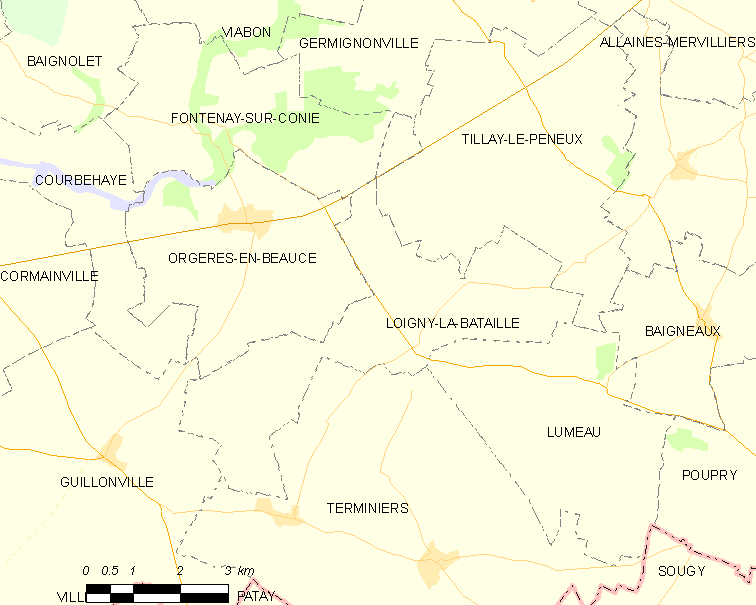
Carte de la commune de Loigny-la-Bataille, 2012.
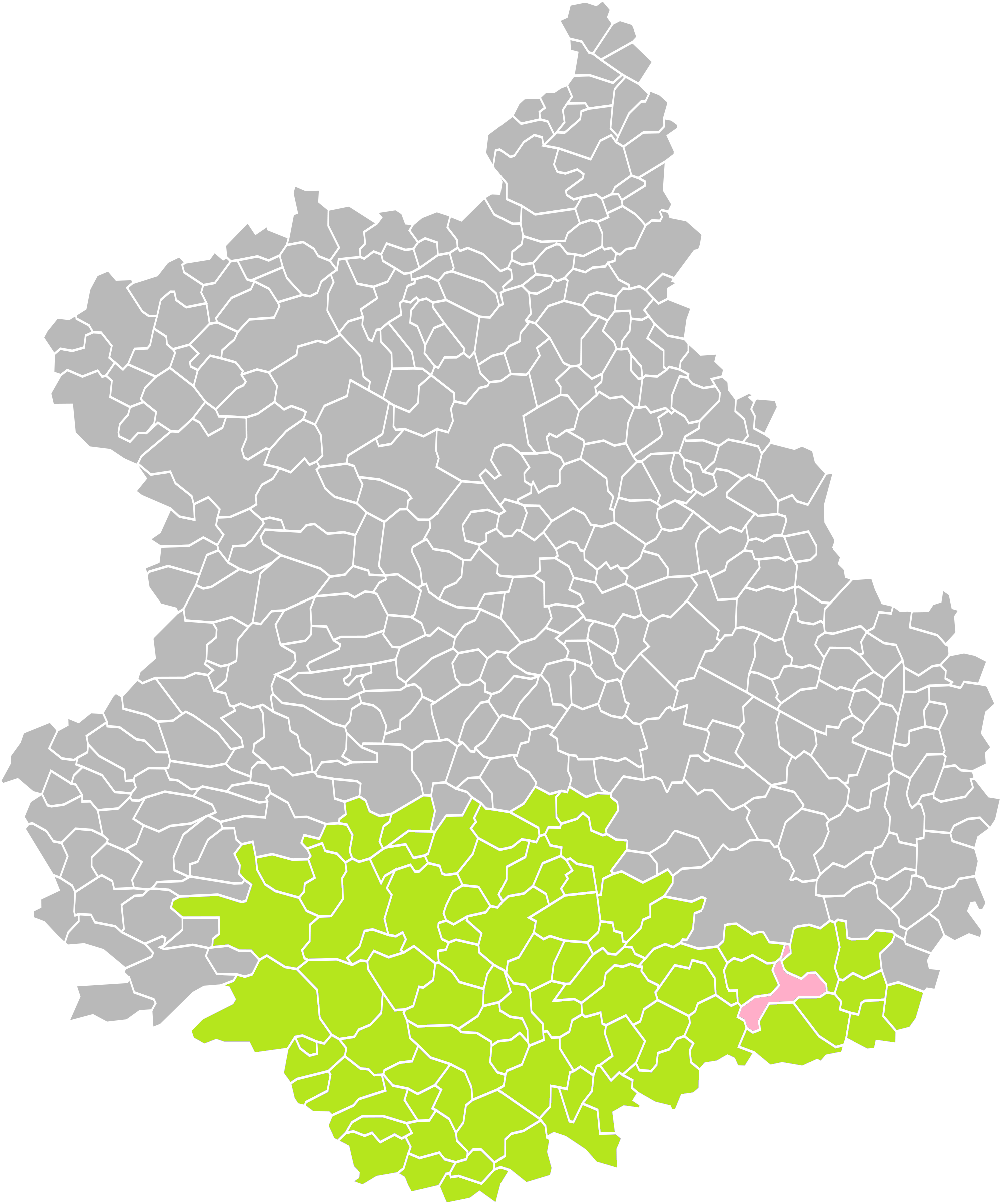
Loigny-la-Bataille dans son arrondissement.

### Communes limitrophes
| Fontenay-sur-Conie | Tillay-le-Péneux   |           |
| Orgères-en-Beauce  | Loigny-la-Bataille | Baigneaux |
| Guillonville       | Terminiers         | Lumeau    |

La ligne ferroviaire Chartres ↔  Orléans a une gare à Orgères-en-Beauce, à 4 km de Loigny-la-Bataille.

### Climat
Pour des articles plus généraux, voir Climat du Centre-Val de Loire et Climat d'Eure-et-Loir.
En 2010, le climat de la commune est de type climat océanique dégradé des plaines du Centre et du Nord, selon une étude du CNRS s'appuyant sur une série de données couvrant la période 1971-2000. En 2020, Météo-France publie une typologie des climats de la France métropolitaine dans laquelle la commune est exposée à un climat océanique altéré et est dans la région climatique  Moyenne vallée de la Loire, caractérisée par une bonne insolation (1 850 h/an) et un été peu pluvieux. 
Pour la période 1971-2000, la température annuelle moyenne est de 10,9 °C, avec une amplitude thermique annuelle de 15 °C. Le cumul annuel moyen de précipitations est de 640 mm, avec 10,8 jours de précipitations en janvier et 7,5 jours en juillet. Pour la période 1991-2020, la température moyenne annuelle observée sur la station météorologique de Météo-France la plus proche, sur la commune de Guillonville à 6 km à vol d'oiseau, est de 11,4 °C et le cumul annuel moyen de précipitations est de 617,9 mm,. Pour l'avenir, les paramètres climatiques de la commune estimés pour 2050 selon différents scénarios d'émission de gaz à effet de serre sont consultables sur un site dédié publié par Météo-France en novembre 2022.

## Urbanisme

### Typologie
Au 1er janvier 2024, Loigny-la-Bataille est catégorisée commune rurale à habitat dispersé, selon la nouvelle grille communale de densité à 7 niveaux définie par l'Insee en 2022.
Elle est située hors unité urbaine et hors attraction des villes,.

### Occupation des sols
L'occupation des sols de la commune, telle qu'elle ressort de la base de données européenne d’occupation biophysique des sols Corine Land Cover (CLC), est marquée par l'importance des territoires agricoles (100 % en 2018), une proportion identique à celle de 1990 (100 %). La répartition détaillée en 2018 est la suivante : 
terres arables (100 %). L'évolution de l’occupation des sols de la commune et de ses infrastructures peut être observée sur les différentes représentations cartographiques du territoire : la carte de Cassini (XVIIIe siècle), la carte d'état-major (1820-1866) et les cartes ou photos aériennes de l'IGN pour la période actuelle (1950 à aujourd'hui).

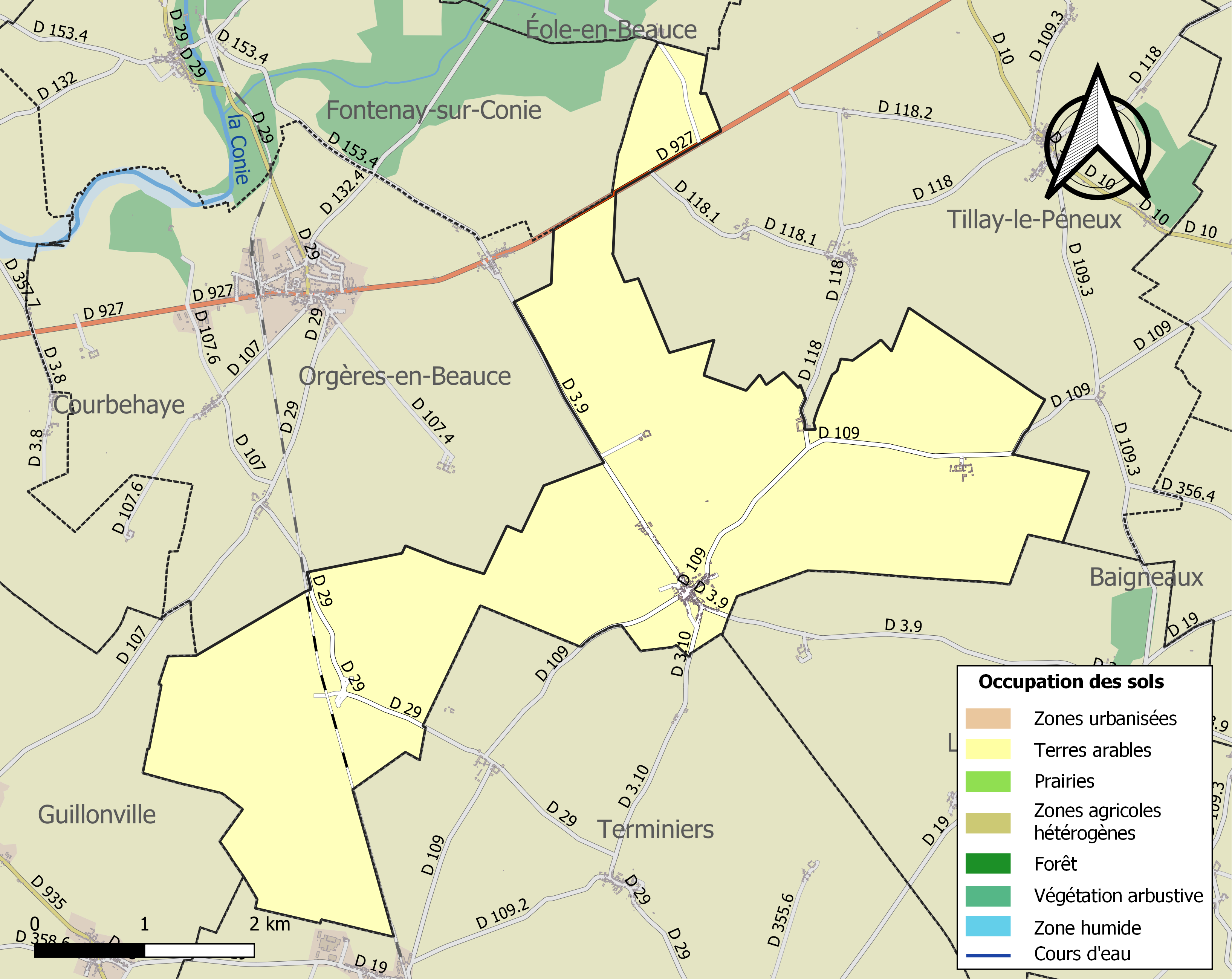
Carte des infrastructures et de l'occupation des sols de la commune en 2018 (CLC).

### Risques majeurs
Le territoire de la commune de Loigny-la-Bataille est vulnérable à différents aléas naturels : météorologiques (tempête, orage, neige, grand froid, canicule ou sécheresse), inondations, mouvements de terrains et séisme (sismicité très faible). Il est également exposé à un risque technologique, le transport de matières dangereuses. Un site publié par le BRGM permet d'évaluer simplement et rapidement les risques d'un bien localisé soit par son adresse soit par le numéro de sa parcelle.

#### Risques naturels
Certaines parties du territoire communal sont susceptibles d’être affectées par le risque d’inondation par débordement de cours d'eau, notamment La commune a été reconnue en état de catastrophe naturelle au titre des dommages causés par les inondations et coulées de boue survenues en 1999,.

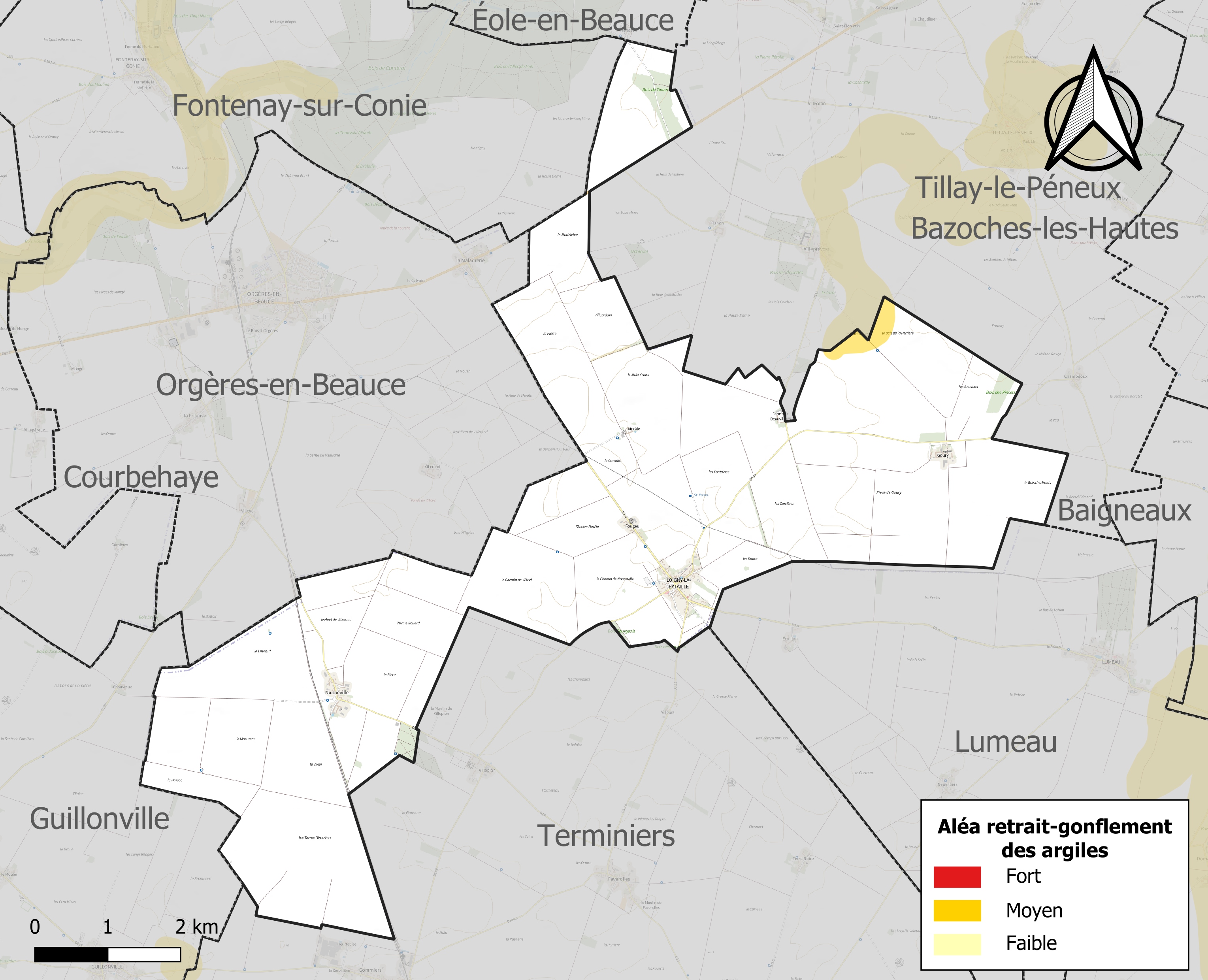
Carte des zones d'aléa retrait-gonflement des sols argileux de Loigny-la-Bataille.

Les mouvements de terrains susceptibles de se produire sur la commune sont des affaissements et effondrements liés aux cavités souterraines. L'inventaire national des cavités souterraines permet de localiser celles situées sur la commune.
Le retrait-gonflement des sols argileux est susceptible d'engendrer des dommages importants aux bâtiments en cas d’alternance de périodes de sécheresse et de pluie. 0,7 % de la superficie communale est en aléa moyen ou fort (52,8 % au niveau départemental et 48,5 % au niveau national). Sur les 120 bâtiments dénombrés sur la commune en 2019, 1 sont en aléa moyen ou fort, soit 1 %, à comparer aux 70 % au niveau départemental et 54 % au niveau national. Une cartographie de l'exposition du territoire national au retrait gonflement des sols argileux est disponible sur le site du BRGM,.
Concernant les mouvements de terrains, la commune a été reconnue en état de catastrophe naturelle au titre des dommages causés par des mouvements de terrain en 1999.

#### Risques technologiques
Le risque de transport de matières dangereuses sur la commune est lié à sa traversée par des infrastructures routières ou ferroviaires importantes ou la présence d'une canalisation de transport d'hydrocarbures. Un accident se produisant sur de telles infrastructures est en effet susceptible d’avoir des effets graves au bâti ou aux personnes jusqu’à 350 m, selon la nature du matériau transporté. Des dispositions d’urbanisme peuvent être préconisées en conséquence.

## Toponymie
Le nom de la localité est attesté sous les formes Luigniacum in Belsia en 1224, Loigny en 1836 (Cadastre).
Le nom de la commune est vraisemblablement issu de l'anthroponyme Lucaniacum au Ve siècle « pays de Lucain », suivi du suffixe gallo-roman -iacum' ou -iacus (-acon) signifiant domaine, propriété.
Après la Guerre franco-allemande de 1870, on ajouta le complément « la Bataille » en souvenir des combats qui se déroulèrent sur le territoire de la commune le 2 décembre 1870.
Par décret du 7 décembre 1901, la commune au cœur de la bataille de la nuit du 2 décembre 1870, était officiellement dénommée Loigny-la-Bataille.

## Histoire

### Préhistoire
Dans l'ancien cimetière de Loigny a été découverte en 1885 une nécropole à incinération et à inhumation.

### Antiquité
Une voie romaine de Chartres à Orléans traverse la commune du nord-ouest au sud-est : elle correspond partiellement à la route D3.9 au nord-ouest de Loigny, puis poursuit en plein champ vers Terminiers. Une voie romaine de Châteaudun à Allaines traverse la commune au nord : c'est aujourd'hui la route départementale 927.
Des restes d'habitations gallo-romaines et des tessons de tuiles et monnaies gauloises et romaines ont été découverts.

### XIXesiècle

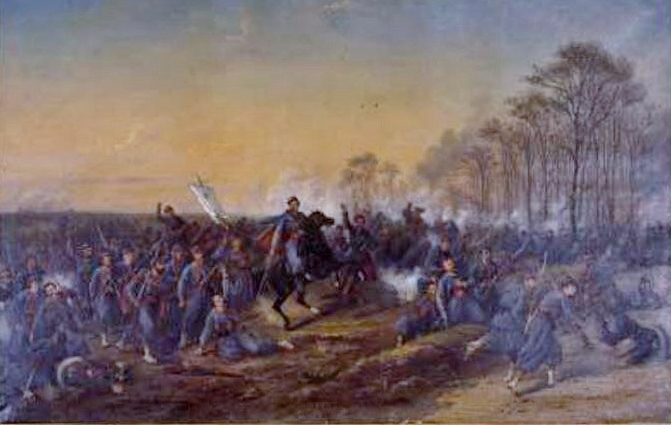
La bataille de Loigny, Jules-Antoine Duvaux, 1875, mairie de Janville-en-Beauce.

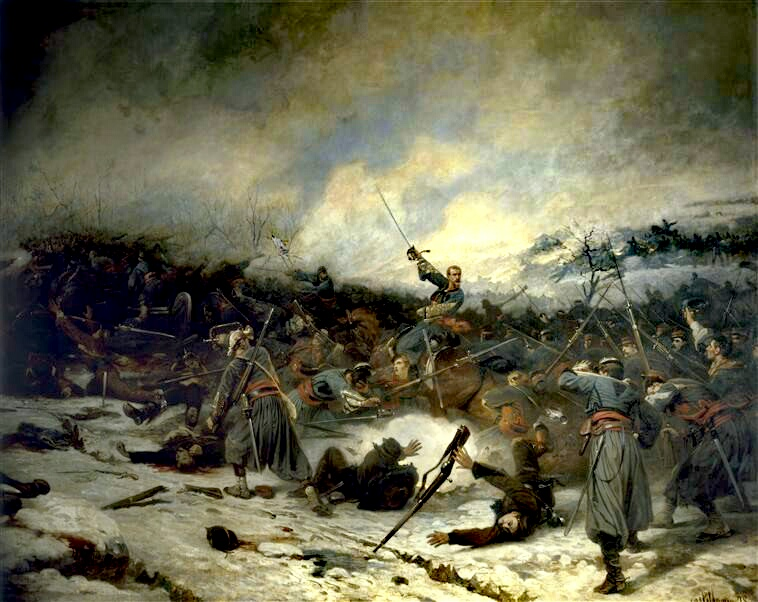
Les zouaves pontificaux à La bataille de Loigny, Charles Castellani, 1879, musée de l'Armée, Paris.

Le village fut le lieu d'une bataille opposant près de 40 000 soldats français à 35 000 soldats des États allemands le 2 décembre 1870 et qui fit près de 9 000 victimes. C'est lors de cette bataille que le général Louis-Gaston de Sonis ordonna au colonel Athanase de Charette de La Contrie de déployer la bannière du Sacré-Cœur lors de la charge des Volontaires de l'Ouest, les anciens zouaves pontificaux. Le général Louis-Gaston de Sonis y est blessé et cette bataille se termina par la défaite de l'armée de la Loire.

## Politique et administration

### Liste des maires
| Période                                  | Période  | Identité       | Étiquette | Qualité                             |
| ---------------------------------------- | -------- | -------------- | --------- | ----------------------------------- |
| mars 2014                                | En cours | Hugues Robert, |           | Agriculteur sur petite exploitation |
| Les données manquantes sont à compléter. |          |                |           |                                     |

### Politique environnementale
Loigny fait partie d'une zone écologique protégée du réseau Natura 2000.

## Population et société

### Démographie
L'évolution du nombre d'habitants est connue à travers les recensements de la population effectués dans la commune depuis 1793. Pour les communes de moins de 10 000 habitants, une enquête de recensement portant sur toute la population est réalisée tous les cinq ans, les populations de référence des années intermédiaires étant quant à elles estimées par interpolation ou extrapolation. Pour la commune, le premier recensement exhaustif entrant dans le cadre du nouveau dispositif a été réalisé en 2006.

En 2022, la commune comptait 215 habitants, en évolution de +3,37 % par rapport à 2016 (Eure-et-Loir : −0,23 %, France hors Mayotte : +2,11 %).
| 1793 | 1800 | 1806 | 1821 | 1831 | 1836 | 1841 | 1846 | 1851 |
| ---- | ---- | ---- | ---- | ---- | ---- | ---- | ---- | ---- |
| 342  | 335  | 365  | 318  | 363  | 372  | 391  | 381  | 389  |

| 1856 | 1861 | 1866 | 1872 | 1876 | 1881 | 1886 | 1891 | 1896 |
| ---- | ---- | ---- | ---- | ---- | ---- | ---- | ---- | ---- |
| 412  | 430  | 435  | 409  | 437  | 440  | 483  | 508  | 528  |

| 1901 | 1906 | 1911 | 1921 | 1926 | 1931 | 1936 | 1946 | 1954 |
| ---- | ---- | ---- | ---- | ---- | ---- | ---- | ---- | ---- |
| 454  | 426  | 415  | 382  | 374  | 356  | 351  | 400  | 350  |

| 1962 | 1968 | 1975 | 1982 | 1990 | 1999 | 2006 | 2011 | 2016 |
| ---- | ---- | ---- | ---- | ---- | ---- | ---- | ---- | ---- |
| 344  | 287  | 238  | 202  | 178  | 174  | 218  | 222  | 208  |

| 2021 | 2022 | - | - | - | - | - | - | - |
| ---- | ---- | - | - | - | - | - | - | - |
| 209  | 215  | - | - | - | - | - | - | - |

### Enseignement
Loigny bénéficie du système scolaire intercommunal et du transport scolaire de la communauté de communes du Cœur de Beauce.

### Manifestations culturelles et festivités
Les festivités liées au calendrier agricole à l'époque moderne ont fait la place à l'activité associative du Cœur de Beauce.

## Économie
Loigny est inséré dans l'économie agricole de Beauce.

## Culture locale et patrimoine

### Lieux et monuments

#### Ensemble mémorial
Le champ de bataille de Loigny est encore aujourd'hui constellé de monuments commémorant les durs combats des 1er et 2 décembre 1870 qui virent s'affronter dans la plaine de Beauce les armées françaises et allemandes.
L'ensemble mémorial constitué par l'église, comprenant notamment une chapelle mortuaire et la crypte, le musée et le chemin de mémoire fait de Loigny-la-Bataille le premier site mémorial créé en France en souvenir d'une bataille. Cet ensemble réunit :
- L'église Saint-Lucain de Loigny-la-Bataille,  Classé MH (1983)  Inscrit MH (1983)[27] ;
- Le musée de la guerre de 1870 ;
- Le chemin de mémoire incluant :
  - La croix du général de Sonis ;
  - Le monument du Sacré-Cœur dans le bois des Zouaves, ancien bois Bourgeon ;
  - Le monument du duc de Charles d'Albert, duc de Luynes (1845-1870).

Ensemble mémorial
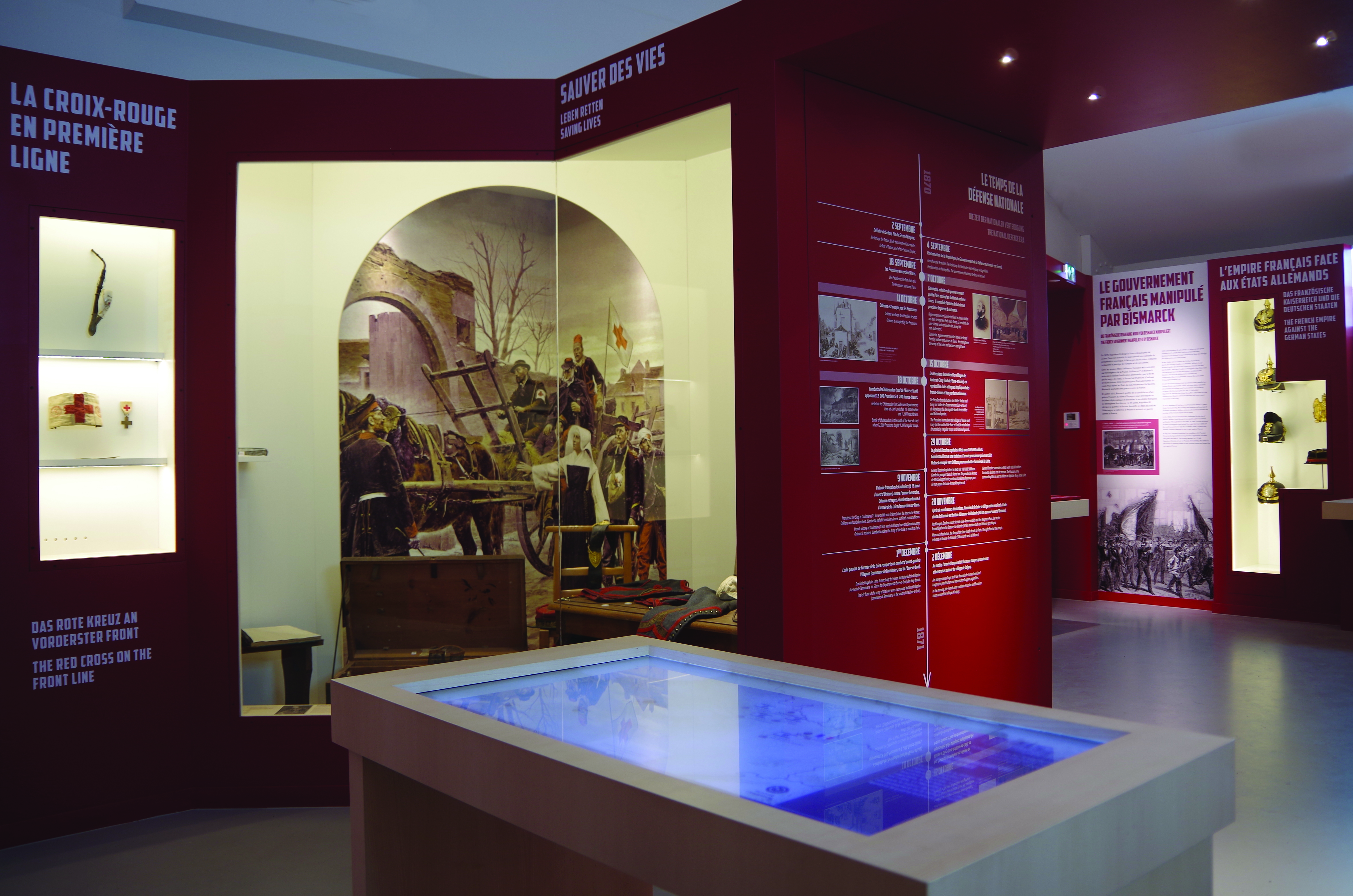
Musée de la guerre de 1870 de Loigny-la-Bataille.
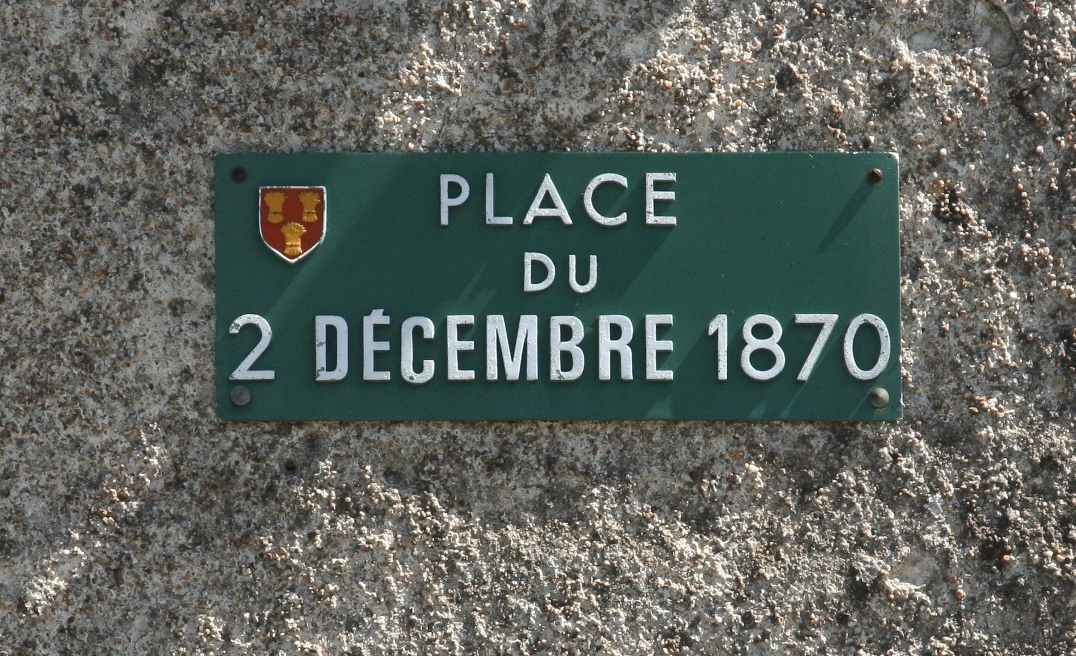
Loigny, place du 2 décembre 1870.
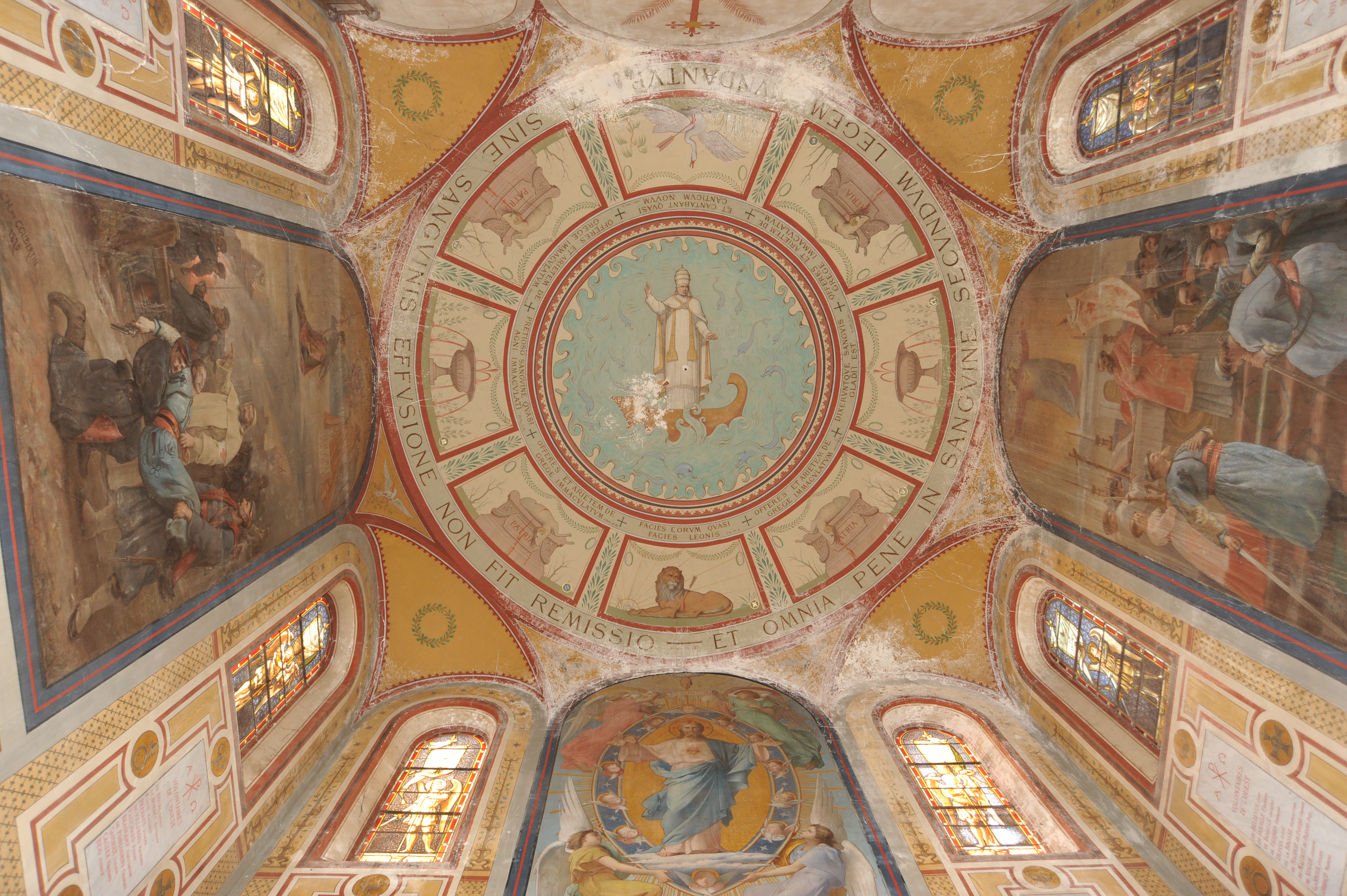
Chapelle mortuaire de l'église Saint-Lucain.

#### Château de Goury
Le château de Goury (Le Mazurier) date du XVIIe siècle. Il bénéficie d'une protection partielle :  Classé MH (1964),  Inscrit MH (1964).

Le château de Goury
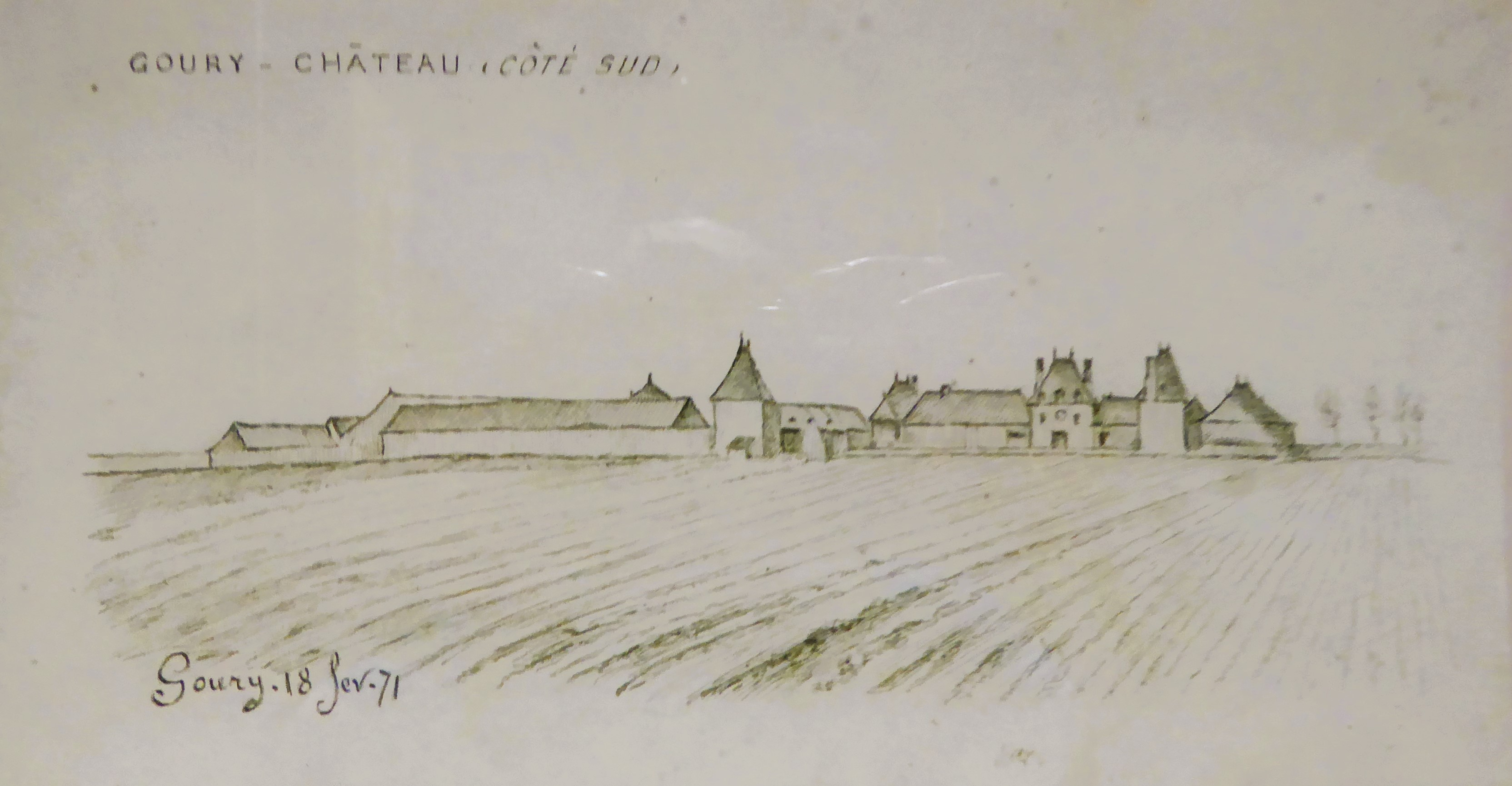
Goury - Château (côté sud), Paul Richer, 1871, musée de la guerre de 1870.
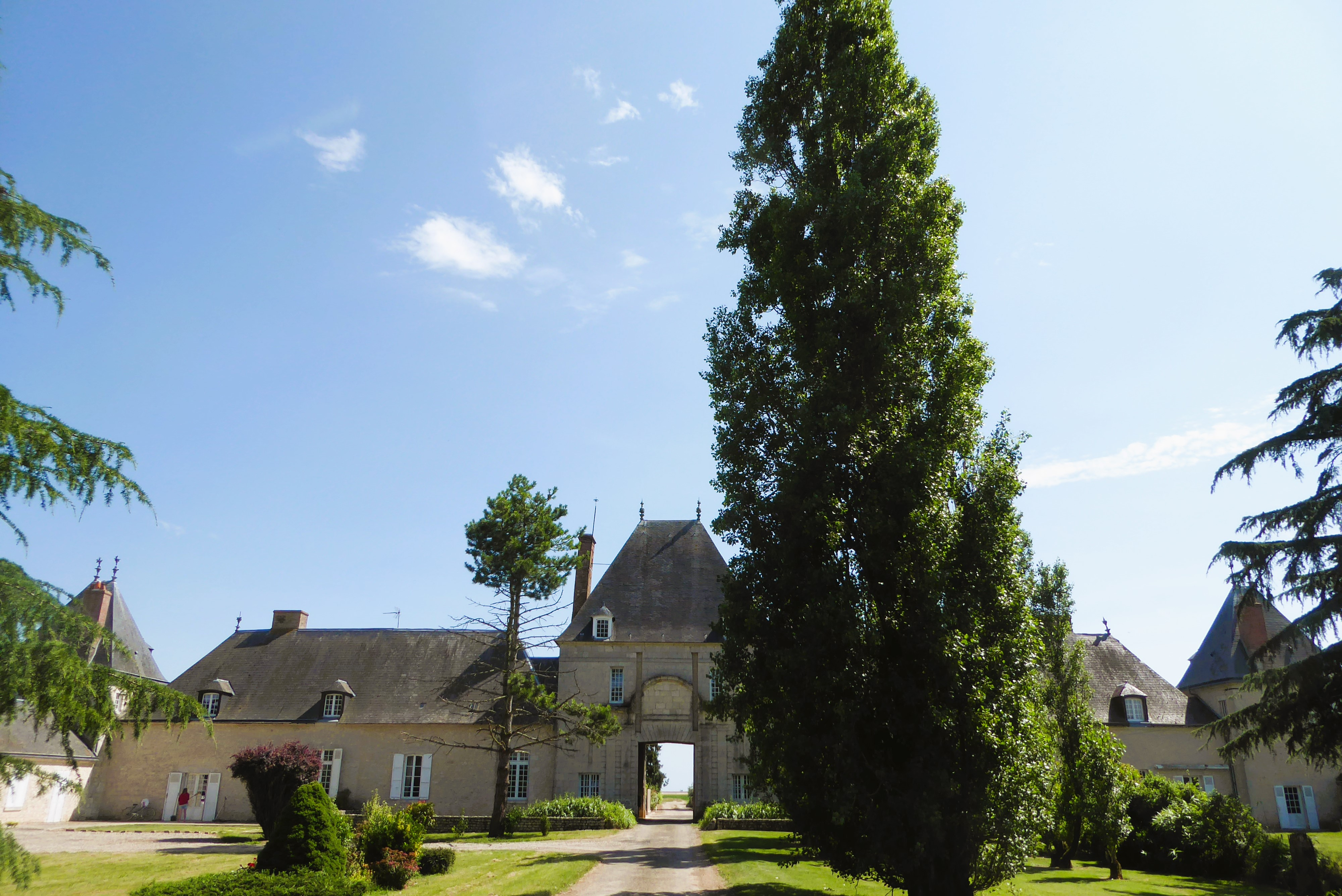
Vue côté nord.
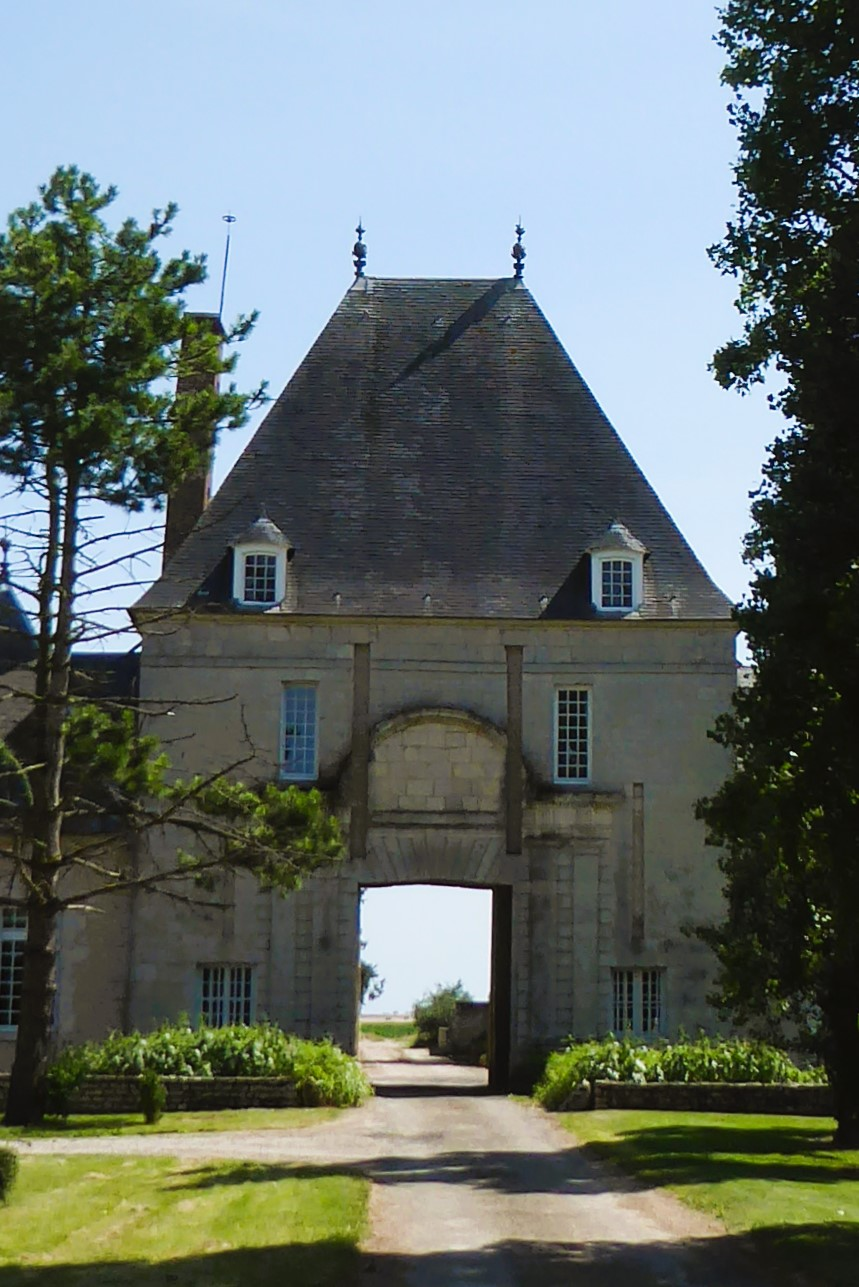
Pavillon d'entrée.
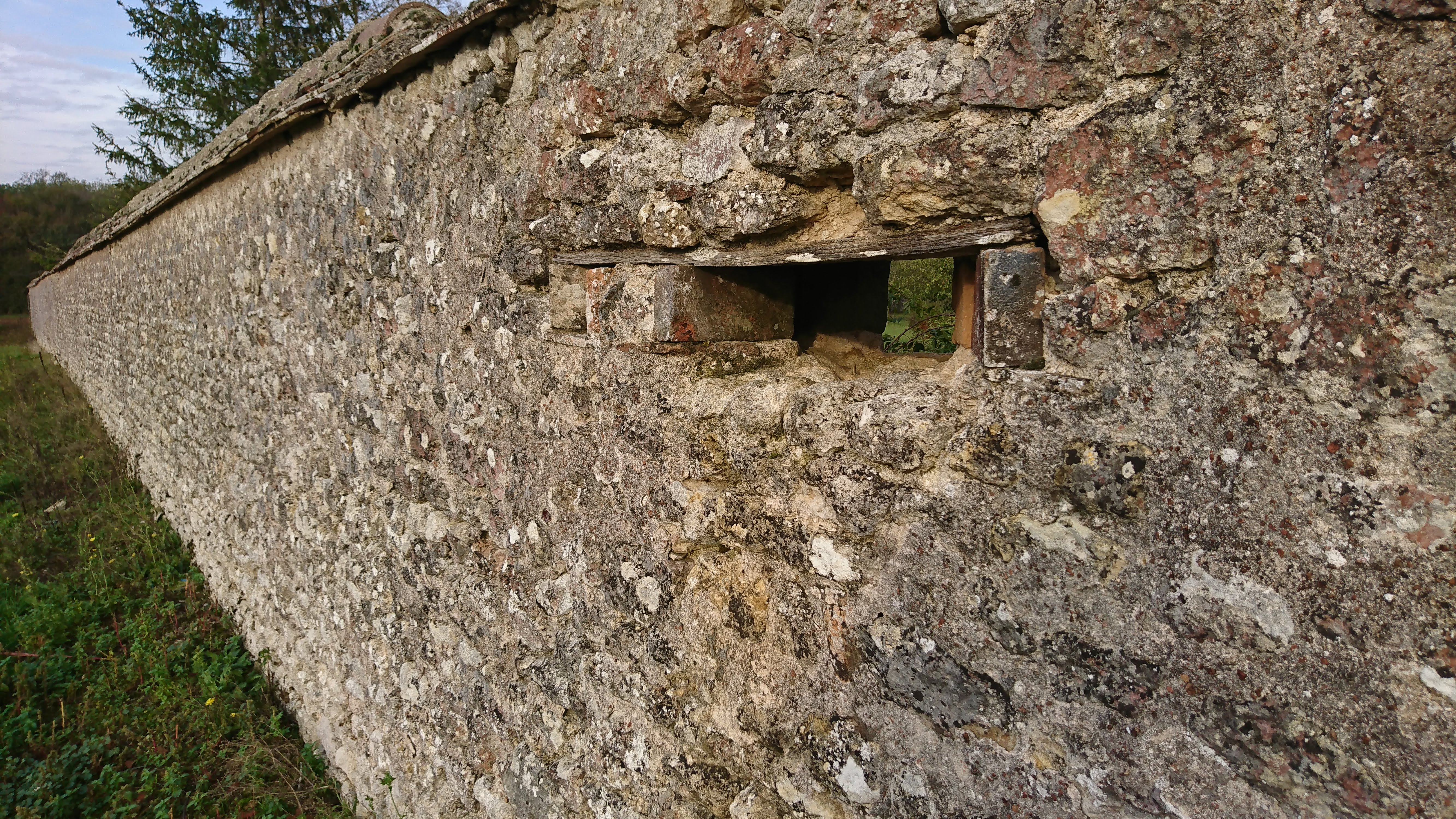
Meurtrière du mur d'enceinte.

### Personnalités liées à la commune
- Saint Lucain

Loigny est le lieu du martyre et de l'hagiographie chrétienne d'un saint céphalophore du Ve siècle : Lucain, : à quelques centaines de mètres au sud de Loigny, « ce fut entre Villours et Villepion  que fut martyrisé, l'an 407, saint Lucain, généreux missionnaire qui avait eu le courage de se mettre à la suite des Alains et des Suèves pour leur annoncer l'Évangile. » Lucain était un prédicateur chrétien de l'Orléanais et fut condammé à avoir la tête tranchée. « Elle ne fut pas plus tôt abattue que Lucain se leva sur ses pieds, la reprit entre ses mains et la porta comme en triomphe à une demi-lieue de l'endroit où il avait été exécuté ; il la mit sur une pierre qui, en mémoire d'un si grand prodige, a été depuis appelée la Pierre de saint Lucain. » Le « pays de Lucain » (Lucaniacum) est devenu le village de Loigny, avec son église consacrée à Saint-Lucain ;
- Général Louis-Gaston de Sonis.

Cet officier très pieux a combattu en 1870 à la tête des zouaves pontificaux et des volontaires de l'Ouest sous l'étendard du Sacré-Cœur de Jésus et la devise Miles Christi (soldat du Christ), aux côtés du futur général de Charette. Grièvement blessé lors du combat, il passa la nuit (-20°) sur le champ de bataille de Loigny à rassurer les soldats blessés eux aussi autour de lui. On lui amputa la jambe le lendemain de ce funeste 2 décembre 1870. Il est anobli par le pape Léon XIII et est titré comte romain et de Sonis en 1880 ;
- Général Athanase de Charette de La Contrie.

Après l'occupation de Rome par les troupes piémontaises (septembre 1870), Charette embarque pour Marseille avec ses troupes. Il négocia avec Gambetta l'emploi des zouaves français au service de la France contre l'Allemagne et fut autorisé à les organiser sous le nom de Légion des volontaires de l'Ouest, corps remarquablement discipliné qui fut attaché au 17e corps d'armée, et se battit bravement avec elle à la fin de la bataille de Loigny (2 décembre), où il fut grièvement blessé, fait prisonnier, mais s'évada ;
- Abbé Rémi Thévert (1907-1990), curé de Loigny-la-Bataille, conservateur du musée de Loigny-la-Bataille, auteur de livres sur la bataille[35] ;

- Rémy Pointereau, né le 30 mars 1953 à Loigny-la-Bataille, questeur du Sénat de 2017 à 2020, maire de Lazenay de 2008 à 2017 et président du conseil général du Cher de 2001 à 2004.